# Duško Vicković
Duško Vicković (* 26. ledna 1966) je bývalý chorvatský fotbalový záložník.

## Fotbalová kariéra
V české lize hrál za Slezský FC Opava. Nastoupil ve 4 ligových utkáních.
Nejvyšší soutěže hrál též ve Slovinsku a Chorvatsku. Na sklonku kariéry hrál ve Slovinsku za Športno društvo Velika Polana.

## Ligová bilance
| Ročník                                 | Zápasy | Góly | Minuty | Klub                  |
| -------------------------------------- | ------ | ---- | ------ | --------------------- |
| Prva slovenska nogometna liga 1991/92  | 29     | 11   | 2 404  | NK Mura               |
| Prva slovenska nogometna liga 1992/93  | 15     | 0    | 1 053  | NK Mura               |
| Prva slovenska nogometna liga 1992/93  | 14     | 1    | 1 236  | NK Železničar Maribor |
| 1. česká fotbalová liga 1995/96        | 4      | 0    | 175    | FK Kaučuk Opava       |
| Prva hrvatska nogometna liga 1996/97   | 9      | 0    | 330    | NK Inker Zaprešić     |
| Prva slovenska nogometna liga 1996/97  | 14     | 0    | 997    | NK Beltinci           |
| Druga slovenska nogometna liga 1997/98 | –      | 3    | –      | NK Nafta Lendava      |
| Prva slovenska nogometna liga 1998/99  | 7      | 0    | 381    | NK Triglav Kranj      |
| CELKEM 1. LIGA                         | 92     | 12   | 6 576  |                       |